# Schoenus
Genre
Classification APG III (2009)
Schoenus est un genre de plantes de la famille des Cyperaceae. Ces plantes sont généralement appelées « Choin » en français.

## Liste des espèces
- Schoenus absconditus Kük.
- Schoenus achaetus (T.Koyama) T.Koyama
- Schoenus acuminatus R.Br.
- Schoenus andinus (Phil.) H.Pfeiff.
- Schoenus andrewsii W.Fitzg.
- Schoenus antarcticus (Hook.f.) Dusén
- Schoenus apogon Roem. & Schult.
- Schoenus armeria (Nees) Boeckeler
- Schoenus asperocarpus F.Muell.
- Schoenus badius Rye
- Schoenus benthamii F.Muell.
- Schoenus bifidus (Nees) Boeckeler
- Schoenus biglumis Kük.
- Schoenus breviculmis Benth.
- Schoenus brevifolius R.Br.
- Schoenus brevisetis (R.Br.) Roem. & Schult.
- Schoenus caespititius W.Fitzg.
- Schoenus calcatus K.L.Wilson
- Schoenus calostachyus (R.Br.) Poir.
- Schoenus calyptratus Kük.
- Schoenus capillifolius D.A.Cooke
- Schoenus carsei Cheeseman
- Schoenus centralis Latz
- Schoenus clandestinus S.T.Blake
- Schoenus cruentus (Nees) Benth.
- Schoenus curvifolius (R.Br.) Roem. & Schult.
- Schoenus curvulus F.Muell.
- Schoenus cygneus (Nees) Nees
- Schoenus deformis (R.Br.) Roem. & Schult.
- Schoenus delicatulus (Fernald) J.Kern
- Schoenus discifer Tate
- Schoenus efoliatus F.Muell.
- Schoenus elegans S.T.Blake
- Schoenus ericetorum R.Br.
- Schoenus evansianus K.L.Wilson
- Schoenus falcatus R.Br.
- Schoenus ferrugineus L.
- Schoenus fluitans Hook.f.
- Schoenus globifer Nees
- Schoenus grammatophyllus F.Muell.
- Schoenus grandiflorus (Nees) F.Muell.
- Schoenus griffinianus K.L.Wilson
- Schoenus hexandrus F.Muell. & Tate
- Schoenus humilis Benth.
- Schoenus imberbis R.Br.
- Schoenus indutus Benth.
- Schoenus insolitus K.L.Wilson
- Schoenus kennyi (F.M.Bailey) S.T.Blake
- Schoenus laevigatus W.Fitzg.
- Schoenus laevinux (Kük.) Ohwi
- Schoenus lanatus Labill.
- Schoenus latelaminatus Kük.
- Schoenus latitans S.T.Blake
- Schoenus lepidosperma (F.Muell.) K.L.Wilson
- Schoenus loliaceus Kük.
- Schoenus longibracteatus Kük.
- Schoenus lymansmithii M.T.Strong
- Schoenus maschalinus Roem. & Schult.
- Schoenus melanostachys R.Br.
- Schoenus minutulus F.Muell.
- Schoenus moorei Benth.
- Schoenus multiglumis Benth.
- Schoenus nanus (Nees) Benth.
- Schoenus natans (F.Muell.) Benth.
- Schoenus nigricans L.
- Schoenus nitens (R.Br.) Roem. & Schult.
- Schoenus nudifructus C.Chen
- Schoenus obtusifolius (Nees) Boeckeler
- Schoenus odontocarpus F.Muell.
- Schoenus ornithopodioides (Kük.) S.T.Blake
- Schoenus paludosus (R.Br.) Roem. & Schult.
- Schoenus pauciflorus (Hook.f.) Hook.f.
- Schoenus pedicellatus (R.Br.) Roem. & Schult.
- Schoenus pennisetis S.T.Blake
- Schoenus pleiostemoneus F.Muell.
- Schoenus plumosus Rye
- Schoenus punctatus R.Br.
- Schoenus pygmaeus S.T.Blake
- Schoenus racemosus J.M.Black
- Schoenus rhynchosporoides (Steud.) Kük.
- Schoenus rigens S.T.Blake
- Schoenus rodwayanus W.Fitzg.
- Schoenus scabripes Benth.
- Schoenus × scheuchzeri Brügger
- Schoenus sculptus (Nees) Boeckeler
- Schoenus sesquispicula C.B.Clarke
- Schoenus setiformis S.T.Blake
- Schoenus sinensis Hand.-Mazz.
- Schoenus smitinandii T.Koyama
- Schoenus sparteus R.Br.
- Schoenus subaphyllus Kük.
- Schoenus subbarbatus Kük.
- Schoenus subbulbosus Benth.
- Schoenus subfascicularis Kük.
- Schoenus subflavus Kük.
- Schoenus sublateralis (Steud.) C.B.Clarke
- Schoenus sublaxus Kük.
- Schoenus submicrostachyus Kük.
- Schoenus tendo (Hook.f.) Banks & Sol. ex Hook.f.
- Schoenus tenellus Benth.
- Schoenus tenuissimus Benth.
- Schoenus tesquorum J.M.Black
- Schoenus trachycarpus F.Muell.
- Schoenus turbinatus (R.Br.) Roem. & Schult.
- Schoenus unispiculatus F.Muell. ex Benth.
- Schoenus vaginatus Benth.
- Schoenus variicellae Rye
- Schoenus villosus R.Br.
- Schoenus yarrabensis Domin[1]